# فروع محافظات اليابان
| تقسيمات اليابان الإدارية |
| مستوى المحافظة |
| --- |
| محافظات (都道府県 تو دو فو كين) |
| مستوى أقسام المحافظة |
| فروع المحافظات (支庁 شي تشو) مقاطعات (郡 غون) |
| مستوى الحكومات المحلية |
| |
| مدن معرفة (政令指定都市 سيه ريه شي تيه تو شي) مدن نواة (中核市 تشوكاكو شي) مدن خاصة (特例市 توكو ريه شي) مدن (市 شي) أحياء خاصة (طوكيو) (特別区 توكو بيتسو كو) بلدات (町 تشو, ماتشي) قرى (村 صون, مورا) |
| مستوى أقسام الحكومات المحلية |
| أحياء (区 كو) |

هناك بعض المحافظات في اليابان مقسمة إلى أو كانت مقسمة إلى فروع محافظات يطلق عليها اسم (باليابانية: 支庁 شي-تشو) وتتبع لحكومة المحافظة.
غالباً يضم فرع المحافظة عدداً من المدن، البلدات والقرى. غالباً يتم تأسيس فروع المحافظات من أجل تقديم الخدمات الحكومية خاصة في المناطق المعزولة جغرافياً أو البعيدة عن مركز المحافظة، وغالباً لا تستخدم أسماء فروع المحافظات في عناوين البريد.

## فروع المحافظات الموجودة
- هوكايدو: تضم 14 فرع محافظة.
- محافظة كاغوشيما: يضم فرعي محافظة
- محافظة ميازاكي: يضم فرع محافظة واحد، نيشيسوكي
- محافظة ناغاساكي: يضم ثلاث فروع محافظات
- محافظة طوكيو: يضم أربع فروع محافظات هي هاتشيجو، مياكه،أوغاساوارا،أوشيما.
- محافظة أوكيناوا: يضم فرعي محافظات
- محافظة شيمانه: يضم فرع محافظة واحد هو جزر أوكي
- محافظة ياماغاتا: يضم أربع فروع محافظات.